# Eric Kahl
Eric Andre Kahl (* 27. September 2001 in Solna) ist ein schwedisch-thailändischer Fußballspieler, der seit 2021 beim Aarhus GF in Dänemark unter Vertrag steht.

## Karriere

### Verein
Eric Kahl erlernte das Fußballspielen in der Jugendmannschaft vom AIK Solna im schwedischen Solna. Beim AIK unterschrieb er im Oktober 2019 seinen ersten Profivertrag. Der Verein spielte in der höchsten Liga des Landes, der Fotbollsallsvenskan. Sein Erstligadebüt gab er dort am 28. Juni 2020 im Heimspiel gegen Malmö FF, als er in der 64. Minute für Rasmus Lindkvist eingewechselt wurde. Auch im nationalen Pokal kam er kurze Zeit später zu seinen ersten Begegnungen, insgesamt lief er in 33 Pflichtspielen für den Verein auf. Im Sommer 2021 wechselte er dann weiter zum dänischen Erstligisten Aarhus GF und avancierte dort schnell zum Stammspieler. Sein erstes Europapokalspiel bestritt Kahl am 27. Juli 2023 beim Hinspiel der 2. Qualifikationsrunde zur UEFA Europa Conference League auswärts beim FC Brügge (0:3), wo er in der 66. Minute eingewechselt wurde. Beim 1:0-Sieg im Rückspiel stand er dann über die kompletten 90 Minuten auf dem Feld.

### Nationalmannschaft
Von 2020 bis 2022 absolvierte der Abwehrspieler insgesamt 13 Partien für die schwedischen U-21-Nationalmannschaft.
Am 3. Januar 2024 traf Kahl sich während eins Aufenthalts in Thailand mit Vertretern des hiesigen Fußballverbands und wurde von ihnen eingeladen, künftig für die thailändische A-Nationalmannschaft zu spielen.

## Sonstiges
Kahl ist der Sohn eines schwedischen Vaters sowie einer thailändischen Mutter und wuchs in Solna, einer Gemeinde in der Nähe der Hauptstadt Stockholm auf. Sein ältere Bruder Oscar Kahl (* 1997) war ebenfalls Fußballprofi und spielte in Thailand u. a. für den Erstligisten Rayong FC, bevor er 2022 seine aktive Karriere beendete.